# Anzar Éditions
Anzar Éditions, est une maison d'édition algérienne spécialisée dans l'édition de livres de littérature chaoui, ainsi que des œuvres relatives à la région des Aurès. Son siège est situé à Biskra.

## Parcours
L’Anzar édition et le Haut-commissariat à l'amazighité publient les livres en langue chaoui, et lors du Salon international du livre d’Alger de l’année 2015, six livres ont été présentés, : 
- Ini-iya (il dit en chaoui) d’Aghilas Mazigh, un livre de poésie ;
- Tilelli (Liberté), de Smaïl Aggoune, qui taite le conte ;
- Tamawalt n takrura, de Saad Saad, lexique chaoui ;
- Imunnan-nneɣ, de Bachir Ajroud, des proverbes en chaoui ;
- Tirawal d'El Hadi Meziani, un guide d’apprentissage du chaoui ;
- Kesma d kesmana, d’Osmane Kassa, un livre sur le conte chaoui.

Le réseau "Awal" (Association des auteurs auressiens) regroupe les écrivains d'expression amazigh et publie également chez Anzar éditions.
Khadidja Saâd publie un ouvrage sur la toponymie des Aurès, chez Anzar Éditions en 2017.